# Charaxes mars
Espèce
Charases mars est une espèce d'insectes lépidoptères  appartenant à la famille des Nymphalidae, à la sous-famille des Charaxinae et au genre Charaxes.

## Dénomination
Charaxes mars a été nommé par Otto Staudinger en 1885.

### Sous-espèces
- Charaxes mars mars
- Charaxes mars dohertyi Rothschild, 1892
- Charaxes mars madensis (Rothschild, 1899)[1].

### Nom vernaculaire
Charaxes mars se nomme  Iron Rajah en anglais.

## Description
Charaxes mars est un grand papillon aux ailes antérieures à bord externe concave et aux ailes postérieures avec chacune une queue.
Le dessus des ailes antérieures est bleu foncé et clair dans la partie basale. Les ailes postérieures sont orange ornées d'une ligne submarginale d'ocelles marron foncé. 

## Écologie et distribution
Charaxes mars est présent au Sulawesi.

### Protection
Pas de protection : il est en vente libre sur internet.